# 戸村一作
戸村 一作（とむら いっさく、1909年（明治42年）5月29日 - 1979年（昭和54年）11月2日）は、市民運動・農民運動活動家、政治家（元成田市議会議員）。特に三里塚芝山連合空港反対同盟委員長を務めた三里塚闘争（成田闘争）での活動で知られ、画家・彫刻家でもあった。

## 生涯

### 前半生
1909年5月29日、千葉県印旛郡遠山村（現・成田市）三里塚に生まれる。
1925年に私立成田中学校に入学し、教員であった中野好夫や中山義秀の薫陶を受けた。
成田中学卒業後、父が三里塚で営んでいた鍬・鋤・鎌などの販売店「戸村農機」で働き、25歳の時に結婚した。夫人が健康を害して北海道に帰郷すると、戸村もその後を追って北海道で暮らした。
普段から「兵隊は嫌いだ」と言っていた戸村は第二次世界大戦中非戦活動を行っており、1943年（昭和18年）に大日本帝国陸軍から召集されるも、反戦歴のために即日帰郷となる。1944年（昭和19年）に三里塚に戻り、戦後は1952年（昭和27年）の破防法闘争や60年安保闘争に参加した。
富里村（現・富里市）で国際空港建設問題が起こると、クリスチャンである戸村はその信仰に基づいて反対運動に参加し、県内のキリスト教会を中心に反対運動の支援を求めて回った。店には自ら結成した「富里空港反対キリスト者連盟」の看板を掲げた。

### 「反対同盟」の代表として
1966年（昭和41年）6月になると、今度は三里塚が新東京国際空港建設予定地とされ、これに反発した住民らが結集して反対運動が開始される。当初住民たちは地元の有力者たちを反対組織の代表に就任させようとしたが、いずれからも断られたため、富里での反対運動の経験を持つ戸村に白羽の矢が立った。同盟内では戸村の代表就任に反発する者もおり、戸村自身も当初は難色を示したが、用地内に住む農民の闘う決意が固ければ、だれが委員長になっても大差はないと主張する小川明治（のち反対同盟副委員長）の強い要請もあって、「代わりが見つかるまでちょっとだけ引き受けることにした」と同年6月28日に結成された「三里塚空港反対同盟」の代表となった。同盟は間もなく「芝山空港反対同盟」と合併し「三里塚芝山連合空港反対同盟」（以下、「反対同盟」）が結成され、戸村が代表に選出された。なお、戸村が代表に選出されたのは、反対運動開始時に三里塚・芝山住民らに闘争の手ほどきをした富里の反対運動幹部らが戸村と顔なじみであったことや富里の青年行動隊長が戸村と同じクリスチャンのため懇意であったことも関係しているとも言われる。
政府と「反対同盟」との衝突がエスカレートしていく中、戸村は代表として革新政党との決別や新左翼諸派の受け入れなどの難しい舵取りを迫られる。一方で、1967年4月28日の成田市議会議員選挙に立候補して30名中3位で当選し、1974年6月にも2期目の当選を果たしている。しかし事態は好転せず、戸村は選挙制度に対する不信を募らせていった。戸村は一時日本社会党に入党していたが、新左翼学生らとのつながりが深まると離党した。
1968年頃から、機動隊との衝突で「反対同盟」からの逮捕者やけが人が続出するようになった。戸村自身も1968年2月26日に新左翼学生らと機動隊が初めて大規模に衝突した現場で機動隊員に頭部を警棒で殴られ、大怪我を負って成田赤十字病院に入院した（第1次成田デモ事件）。後に戸村はこの時のことを「（警察は）私を殺してもいいと思ったに違いない」と振り返り、「立ちはだかる機動隊を倒さなくては闘争に勝てない。一人でも二人でも倒すのが闘争なのだ」などと過激な主張をするようになる。3月3日、病室に見舞いに訪れた友納武人千葉県知事に対し、傷口を見せると「友納さん、よく見てくれ。これが政府のやり方だ。これからは私も変わる」と宣言した。江口榛一を通じて以前から戸村と面識があった友納は愕然とする。
1969年11月12日には、空港建設工事に従事するブルドーザーの作業を妨害したとして逮捕されている。
1971年に行われた成田空港予定地の代執行では多くの同盟員と支援者が負傷したが、その中で反対派の襲撃を受けて機動隊員が死亡する事件（東峰十字路事件）が発生し、これまで同情的であった世論やマスコミが一転し、「反対同盟」は各方面から批判を受けるようになった。その後「反対同盟」は同盟員の自殺や同盟員の大量逮捕などの逆風に晒されるが、戸村は常に反対運動をリードし続けた。
1972年から1973年にかけて東側諸国（ソ連・中国・チェコ・東ドイツ）を訪問して三里塚闘争について訴え、中国共産党から勲章を授与されている。
病で倒れた労組委員長の代役を探していた三菱重工長崎造船労働組合からの要請を受けて、戸村は1974年7月7日投票の参議院議員選挙で「成田空港反対」「世直し一揆」を掲げて全国区から出馬し、戸村を支援する革新系無所属地方議員らが「全国革新議員会議」を設立した。また、小田実などが「三里塚闘争と戸村一作氏に連帯する会」を結成し、労働運動や反公害運動、婦人運動等と連携して地域毎の「連帯する会」を組織して戸村を支援した。戸村は同選挙で23万票を獲得しつつも、112人中75位で落選する。その後、アメリカ・中国・パレスチナを訪問し、世界的な連携を図っている。
代執行後、「反対同盟」は岩山鉄塔を建てて開港を阻んでいたが、その鉄塔が1977年に抜き打ち的に撤去されたため、戸村は「手段を選ばず闘おう」と檄を飛ばした。撤去に抗議する反対派と機動隊が激しく衝突した結果、支援者が死亡する事件（東山事件）が発生し、戸村は代表として強く抗議する。一方、その直後に報復とみられる攻撃で警察官が死亡する事件も発生している（芝山町長宅前臨時派出所襲撃事件）。
新東京国際空港は1978年3月30日が開港予定日とされるが、その4日前の3月26日に成田空港管制塔占拠事件が発生し、当局は開港延期を余儀なくされる。政府が成田新法の制定等の過激派への対処に取り組む一方で、行政その他各本面から「反対同盟」との話し合いの機会を求める動きが現れた。
このころには闘争の主導権を新左翼に取られていた「反対同盟」が、①反対運動における逮捕者全員の釈放、②開港の延期と二期工事の凍結、③国会審議中の成田新法撤回と機動隊の撤退を前提条件として同年4月17日に発表した。これを受けて日本経済団体連合会代表の桜田武・参議院議員の秦野章・「反対同盟」代表の戸村が会談し、同年5月20日に設定されていた開港予定日を一年先送りすることを条件にその間を「休戦」とすることを財界側が政府に申し入れることで一致した。しかし、財界が政府に申し入れる前の同年5月10日に、戸村が福永健司運輸大臣と会談し、話し合いは平行線に終った。政府側が開港日を譲らなかったことに加えて「反対同盟」が態度を硬化させたことから、話し合いの試みは絶たれた。

### 成田開港、晩年
結局、新東京国際空港開港は再設定されていた予定日である5月20日に実現する。これに対し、戸村は同日開催された「5・20出直し開港実力阻止全国総決起集会」で「われわれのゲリラ活動は、空港に送られる水道、電気や通信施設、交通機関などに対し、やろうと思えばいつでもやれるところまで発展してきている。われわれは空港を完全に抹殺するまで闘争を貫徹し、廃港によって再び農地として獲得する」などと宣言した。以降、ジェット燃料輸送（暫定輸送）列車妨害事件、空港周辺電話ケーブル切断事件、東京航空交通管制ケーブル切断事件、日航ホテル成田・転業農民の関連会社社員寮・大韓航空社員寮・空港付属下水道施設などへの一連の火炎ビン投入事件、東京航空局山田レーダー基地・筑波レーダー基地襲撃事件、東京電力送電塔倒壊事件、浄水場廃油毒物投入事件などゲリラ事件が相次いだ。
開港の事実を前にしても「まだ完全に開港したわけじゃない。これからでも廃港に追い込める」と諦めない戸村であったが、開港翌年である1979年の春ごろから糖尿病で通院するようになり、5月には起き上がれなくなり、6月から入院を余儀なくされた。8月に娘から自身が悪性リンパ腫であることを告げられる。9月に意識不明となり入院先の国立がん研究センターに搬送され、一時小康状態を取り戻すが、11月2日に「三里塚芝山連合空港反対同盟委員長」の肩書のまま死去した。70歳没。
戸村は「腹を立てないやつはバカだ」という言葉を死ぬ直前まで繰り返し言い続けていたが、死の前日には「三里塚闘争は小さな闘争だった」と述懐し、最期に述べた言葉は「デモは出発したか」であったといわれる。
明確な継承もないまま求心力を持つ戸村を失った「反対同盟」は、その後幹部の脱落や分裂を繰り返すことになる。戸村の墓は空港から1キロメートルほど離れた場所に置かれ、「真理はあなたに自由を与える」の言葉が刻まれている。

## 人物

### 家族・キリスト教との関わり・文化活動
戸村家は祖父の代から続くクリスチャンホームであり、自身も敬虔なクリスチャンであった。名前の一作は旧約聖書に登場するイサクに由来する。父が村議会議員選挙に立候補した際のトラブルから、戸村家は近所の中で孤立気味であった。
1891年に以来当地でキリスト教の布教活動を続けていた「三里塚伝道所」に自宅敷地を提供し、教会の信者らが普請のために募った寄付により、吉村順三設計による木造の教会堂が1954年11月25日に竣工した（翌月「三里塚教会」に改称）。
また、近所の子供を集めて日曜学校を開き、説教の他にも絵や歌を教えたり、近隣の学校から集めた作品や自身の作品を展示するなど、「三里塚教会」を拠点に文化活動をしていた。宮内庁下総御料牧場の絵を好んで描いていたという。
なお、成田空港問題を巡って戸村と教会の牧師は対立するようになり、戸村が教会の幼稚園の前に「くうこうはんたいみんなでしよう」と書かれた立札を立てたり、バキュームカーの立ち入りを阻止して便所の汲み取りをできないようにするなどしたうえ、教会に対して土地代を値上げしてその支払いと退去を求め、活動家を引き連れて教会に押しかけて警察を呼ばれる騒ぎも引き起こしている。1968年に牧師と教会役員らは戸村らの除名を宣言して信者らと共に教会堂を引き払った。牧師らは新東京国際空港公団からの騒音対策事業費補助金（移転補償）を受け取り、新たに別の教会堂を建てることで布教活動を継続した。日本基督教団はこの教会を認めるスタンスを取っている。
一方、戸村らも別の牧師を招いて教会の活動を再開しており、「三里塚教会」の分裂状態は現在に至るまで継続している。
青年行動隊員らが日本幻野祭の開催を報告しに来たときは「若者はなぜ快楽主義に走るのか」と不満だった。
1978年に国際絵画展に参加するためにベイルートを訪問した。
戸村夫人は戸村について「明治の人なので、やさしい言葉をかけてくれたことはなかったけど、一度も私に手を上げたことはないし、温和な人だった」「闘争に勝ったらパリにのんびり絵を描きに行きたいって言っていましたよ。空港に反対する気持ちは私も強かったんだけど、もともと闘争的な性格ではないので、あの人は歯がゆく思っていたかもしれない」と語っている。

### 平和主義者からの転換
反対運動開始当初の戸村が平和主義者であったことは、反対派だけでなく当時成田警察署長であった飯高春吉も認めるところであった。
しかし、1968年2月26日の新左翼学生と警察の衝突に巻き込まれて負傷したことを契機に、これまで「暴力主義と一線を画すのだ」などと学生らを諫めていた戸村は一転して過激な主張をするようになり、再び新左翼学生らと警察との間で大規模な衝突が起こり多数の負傷者を出した3月10日（第2次成田デモ事件）にはそれまでのベレー帽と襷のみのスタイルをヘルメットを被った後年よく知られる出で立ちに改め、青年行動隊に「武器をとれ」と檄を飛ばしたとされる。
一方、飯高は、3月10日の集会においても和服にベレー帽姿の戸村が「今日はその角材を控えてください、得物をそのシンボルとして決して振り回してもらいたくない」と学生らに呼び掛けており、戸村が公に実力闘争を主張をするようになったのは3月31日の集会（第3次成田デモ事件）からだとしている。また、戸村は入院中に飯高が見舞いに来た際に啖呵を切ったと回想しているが、飯高は実際にはそのようなやり取りがなかったと主張している。
反対同盟事務局長であった北原鉱治は、3月10日に頭に包帯を巻いた状態で病院を抜け出してきた戸村が武装した学生らに対し「君たちが手にしたゲバ棒を象徴として使え」と微妙な表現を使って演説したとしている。北原は、戸村がキリスト者として若い学生がケガをするのは忍びないと苦悩していたのだろうと回想している。そして、3月10日当日は北原と北富士忍草母の会事務局長が全学連の部隊に「（空港）公団に向けて前進しよう」「手にした武器を真っ向から振り下ろせ」と"激励"したのだとしている。
運動初期の戸村は「問答無用はよくない、自分のカラにとじこもることになる。運輸省や県とも話し合うべきだ」という持論を持っていたが、次第に政府側の人間との接触を避けるようになった。「裏切り者」に対しては情け容赦がなかったが、他方で条件賛成派となった古村の農家に対しては反対派の主力となった戦後開拓農家に対してよりも同情的であった。
地域ぐるみの生活闘争の指導者であったはずの戸村は、1970年代後半には「三里塚闘争は階級闘争である」と新左翼党派と同様のスピーチをするようになり、反対同盟幹部らともあまり話をしなくなったが、元反対同盟員は様々な集会に出かけて演説を行っていた戸村がその場の聴衆に合わせて言葉を選んだのではないかと回想している。
デイビッド・E・アプターは、「ある意味では、戸村は生涯大人になりきらなかった人ともいえるかも知れない。しかし、だれかが筋の通らないことをした場合には、頑固で融通のきかない態度を堅持することができる人でもあった」「戦略についてはほとんど素人で、原則と正義の闘いを続け、信条を明確な言葉で伝える優れた力を発揮したが、現実と象徴を混同する傾向を持ち、信条を象徴に言い換えることによってあたかもそれが現実になると考えているふうであった」としている。

### 反対運動のシンボル
反対同盟結成当初の戸村は住民たちから「ヤソ」と呼ばれており、演壇に立つと「なんだヤツか」と言う者もいて、一部の農民からは「戸村さんの話は難しい」という声があった。
しかし、戸村の演説は当初から聴衆の心を揺さぶるものがあった。戸村自身も事前に原稿を用意して演説に臨み、帰路は自分の演説を録音したテープレコーダーを聞いて原稿と照らし合わせるなど、修練を重ねた。そのような真摯な人柄もあり、地元反対派住民だけでなく新左翼党派や支援者らにとっても戸村は三里塚闘争の象徴的存在となった。

## その他
- 新東京国際空港（現・成田国際空港）の反対運動（三里塚闘争）を題材にしたフィクション漫画『ぼくの村の話』（尾瀬あきら作）では、「戸田」が戸村をモデルとして登場する[34]。

## 関連書籍
著書
- 『わが十字架・三里塚 -自己変革論-』 教文館 1974年
- 『野に立つ』 三一新書 1974年
- 『わが三里塚 風と炎の記録』 田畑書房 1980年

登場書籍
- 『回想の戸村一作』 鎌田慧 柘植書房 1981年12月 ISBN 978-480680174-0（4-8068-0174-7）
- 『実存の戸村一作―私の中に生きる 』 日本キリスト教団三里塚教会 れんが書房新社 1999年11月 ISBN 978-4846202279